# Eichenleithen
Eichenleithen ist ein Gemeindeteil der Gemeinde Wilhelmsthal im Landkreis Kronach (Oberfranken, Bayern).

## Geographie
Das Dorf liegt am Fuße des Eichenbühls (548 m ü. NHN). Eine Gemeindeverbindungsstraße führt nach Eichenbühl (0,6 km westlich) bzw. nach Kotschersgrund (0,4 km östlich). Eine weitere Gemeindeverbindungsstraße führt nach Roßlach (1,2 km nordöstlich).

## Geschichte
Gegen Ende des 18. Jahrhunderts gab es in Eichenleithen 2 Anwesen (1 Söldengütlein, 1 Tropfhaus). Das Hochgericht übte das bambergische Centamt Kronach aus. Die Grundherrschaft über die Anwesen hatte das Kastenamt Kronach.
Mit dem Gemeindeedikt wurde Eichenleithen dem 1808 gebildeten Steuerdistrikt Friesen und der 1818 gebildeten Ruralgemeinde Roßlach zugewiesen. Am 1. Januar 1978 wurde Eichenleithen im Zuge der Gebietsreform in Bayern in die Gemeinde Steinberg eingegliedert, die ihrerseits am 1. Mai 1978 in die Gemeinde Wilhelmsthal eingegliedert wurde.

### Einwohnerentwicklung
| Jahr      | 001818 | 001861 | 001871 | 001885 | 001900 | 001925 | 001950 | 001961 | 001970 | 001987 |
| Einwohner |        | 26     | 13     | *      | 19     | 7      | 30     | 10     | 12     | 32     |
| Häuser    | 3      |        |        | *      | 3      | 1      | 5      | 2      |        | 10     |
| Quelle    | [ 5 ]  | [ 7 ]  | [ 8 ]  | [ 9 ]  | [ 10 ] | [ 11 ] | [ 12 ] | [ 13 ] | [ 14 ] | [ 1 ]  |

## Religion
Der Ort ist römisch-katholisch geprägt und gehörte ursprünglich zur Kirchengemeinde St. Georg in Friesen, einer Filiale von Kronach. Seit Ende des 19. Jahrhunderts gehört es zur Pfarrei St. Leonhard in Zeyern.